# Кокиев, Нартай
Нартай Кокиев (1901 год, аул Улгили — 18 ноября 1972 год) — старший чабан колхоза «Коммунизм» Чиилийского района Кзыл-Ординской области, Казахская ССР. Герой Социалистического Труда (1966).
Родился в 1901 году в бедной казахской семье. Трудовую деятельность начал в колхозе аула Улгили. Участвовал в Великой Отечественной войны. После демобилизации возвратился в Казахстан, где стал работать чабаном в колхозе «Коммунизм» Чиилийского района. В 1957 году за свою трудовую деятельность был удостоен звания Заслуженный животновод Казахской ССР. Дважды участвовал во Всесоюзной выставке ВДНХ, на которой был награждён серебряной медалью. В 1958 году стал Отличником социалистического соревнования.
В 1965 году получил 207 ягнят от 100 овцематок. За эти выдающиеся трудовые достижения был удостоен в 1949 году звания Героя Социалистического Труда.
Скончался в 1972 году
Награды
- Герой Социалистического Труда — указом Президиума Верховного Совета СССР 22 марта 1966 года
- Орден Ленина
- Орден Трудового Красного Знамени
- Заслуженный животновод Казахской ССР (1957)